# Jagoda Buić
Jagoda Buić, née le 14 mars 1930 à Split (banovine du Littoral) et morte le 17 octobre 2022 à Venise, est une artiste textile yougoslave puis croate. Elle réalise des tapisseries monumentales avec des matières brutes.  

## Biographie
Jagoda Buić est née dans le royaume de Yougoslavie, dans une famille d'intellectuels et de militants politiques. Elle étudie l'histoire de l'art à l’École des arts appliqués de Zagreb et à l’université de Zagreb. En 1952, elle part étudier la scénographie à Rome dans les studios Cinecitta. À Venise, elle étudie l’histoire et la création du costume. En 1954, elle travaille pour le théâtre national de Split. Elle créé les costumes et les décors.
En 1959, Jagoda Buić décide de se consacrer à la tapisserie et de devenir une artiste indépendante. En 1961, elle réalise une tapisserie monumentale à l'occasion des fêtes de la jeunesse et de l'anniversaire de Josip Broz Tito à Belgrade. En 1963, elle réalise une deuxième tapisserie monumentale pour la résidence présidentielle.
Elle théorise sa pratique, en faisant référence au mythe d'Ariane. Elle mêle les fils de laine avec des espaces vides pour donner de la structure. Elle fait référence à ses racines slaves et aux techniques de tissage ancestral. Elle travaille à la campagne avec des tisseuses et des teinturières. Elle tisse des fibres naturelles, laine, sisal. Ses tapisseries sont des sculptures. Ses installations font référence à l'architecture et sont la rencontre entre les décors de théâtre et la tapisserie. 
En 1969, elle expose Wall Hangings au MOMA à New York. En septembre 1975, le Musée d'art moderne de la ville de Paris lui consacre une exposition. En 1976, le Musée des arts décoratifs de Nantes présente ses réalisations. En 1991, son travail est exposé au Musée Jean-Lurçat et de la Tapisserie contemporaine à Angers. En 2011, le Musée des arts appliqués de Zagreb lui consacre une grande rétrospective ainsi que le Musée Revoltella de Trieste en 2014.
En 2021, ses réalisations sont présentées dans le cadre de l’exposition Elles font l'abstraction, au Centre Pompidou, à Paris.

## Prix et distinctions
- médaille d’argent, Triennale de Milan, 1957
- Prix Herder, 1976[8]
- Prix Vladimir-Nazor pour l'ensemble de son œuvre, ministère de la Culture croate, 2014[9].